# Attentato alla musica italiana
Attentato alla musica italiana è la seconda raccolta del gruppo musicale italiano Lo Stato Sociale, pubblicata il 4 marzo 2021.

## Tracce
CD 1 – Albi
1. Combat pop (ALBI #1) – 3:25
2. Sesso, droga e lavorare (ALBI #2) (feat. Selton e Simon Says!) – 3:32
3. Fucking primavera (ALBI #3) (feat. Cimini e Simon Says!) – 3:55
4. Belli così (ALBI #4) – 3:13
5. Equazione - Una canzone per AIL (ALBI #5) – 4:03

CD 2 – Carota
1. Il giorno dopo (CAROTA #1) (feat. Willie Peyote, Mamakass) (prod. Mamakass) – 3:27 (testo: Guglielmo Bruno, Alberto Cazzola, Francesco Draicchio, Lodovico Guenzi, Alberto Guidetti, Enrico Roberto, Matteo Romagnoli – musica: Alberto Cazzola, Francesco Draicchio, Lodovico Guenzi, Alberto Guidetti, Enrico Roberto, Matteo Romagnoli)
2. Colorado (CAROTA #2) (feat. Mamakass) (prod. Mamakass) – 3:16 (Alberto Cazzola, Francesco Draicchio, Lodovico Guenzi, Alberto Guidetti, Enrico Roberto, Matteo Romagnoli)
3. Mare di cartone (CAROTA #3) (feat. Mamakass) (prod. Mamakass) – 3:15 (Alberto Cazzola, Francesco Draicchio, Lodovico Guenzi, Alberto Guidetti, Enrico Roberto, Matteo Romagnoli, Fabio Dale’, Carlo Frigerio)
4. Al sole dell'ultima spiaggia (CAROTA #4) (prod. Enrico Roberto "Carota") – 3:16 (Alberto Cazzola, Francesco Draicchio, Lodovico Guenzi, Alberto Guidetti, Enrico Roberto, Matteo Romagnoli)
5. DJ di Merda - Regaz Version (CAROTA #5) (prod. Fabio Gargiulo, Congorock) – 3:15 (Alberto Cazzola, Francesco Draicchio, Lodovico Guenzi, Alberto Guidetti, Enrico Roberto, Matteo Romagnoli)

CD 3 – Lodo
1. Muoio di noia (LODO #1) (feat. Margherita Vicario e Danti) – 2:23
2. L'amore è una droga (LODO #2) (feat. cmqmartina) – 3:00
3. Dimmi prima le cattive (LODO #3) (feat. Galeffi e Simon Says!) – 4:24
4. Anche oggi domani andrà meglio (LODO #4) (feat. Samuel Heron) – 3:45
5. L'unica cosa che non so fare (LODO #5) (feat. Ninni Bruschetta e Nicolò Carnesi) – 4:32

CD 4 – Checco
1. Barca (CHECCHO #1) – 3:56
2. Delorean (CHECCO #2) – 3:17
3. Vivere (CHECCO #3) – 2:38
4. Perso (CHECCO #4) – 3:40
5. Luce (CHECCO #5) – 4:48

CD 5 – Bebo
1. La senti questa forza? (BEBO #1) – 3:09
2. Fantastico! (BEBO #2) (feat. I Botanici) – 5:13
3. Fuga dall'aperitivo (BEBO #3) – 2:40
4. Prima che tu dica pronto (BEBO #4) – 3:50
5. Sono libero (BEBO #5) (feat. Remo Anzovino) – 3:55

CD 6 – Tracce bonus nell'edizione CD e 12"
1. AutocertifiCanzone – 4:01
2. Il Paese dell'amore – 3:34
3. Sentimento estero – 5:06
4. La felicità non è una truffa (Film version) – 5:26
5. Sono un ribelle mamma (cover degli Skiantos) – 4:38

CD 6 – Traccia bonus nell'edizione digitale
1. Non è per sempre – 5:05

## Formazione
- Alberto Cazzola – voce, basso
- Francesco Draicchio – sintetizzatore, voce
- Lodovico Guenzi – voce, chitarra, pianoforte, sintetizzatore
- Alberto Guidetti – drum machine, sintetizzatore, voce
- Enrico Roberto – voce, sintetizzatore